# Innes McCartney
Innes J. McCartney é um arqueólogo náutico, explorador, historiador e autor.

## Carreira
McCartney é um arqueólogo náutico que ao longo dos últimos 25 anos tem se especializado na descoberta e investigação de naufrágios do século XX, incluindo destroços de submarinos britânicos e alemães.
Em 1994, ele foi um dos primeiros mergulhadores a utilizar o Trimix da Grã-Bretanha. Em 1998, tornou-se a primeira pessoa a ter descoberto os destroços de três grandes navios: SS Andrea Doria, RMS Lusitania e HMHS Britannic.
Em 2001, ele localizou os destroços do HMS Indefatigable e HMS Defence, afundados na Batalha da Jutlândia. Em 2003 ele co-produziu o documentário, em que analisou os destroços em maiores detalhes.
Em 2008, ele encontrou os destroços do SS Armenian, um navio da White Star Line que afundou no ano de 1915 pelo submarino U-24. Durante uma série de televisão, ele também investigou a perda do HMS Audacious em 1914.
Em novembro de 2014 ele realizou um mergulho, investigando os submarinos do Almirantado afundados em 1918, recebendo o prêmio Reg Vallintine de mérito pelo mergulho histórico.

## Prêmios
- Reg Vallintine Achievement Award for Historical Diving (UK, 2014)